# Richard Byrd (friidrottare)
Richard Leslie "Dick" Byrd, född 16 maj 1892 i Shiloh, Indiana, död 20 juni 1958, var en amerikansk friidrottare.
Byrd blev olympisk silvermedaljör i diskus vid sommarspelen 1912 i Stockholm.